# Spitsschubbige bundelzwam
De spitsschubbige bundelzwam (Pholiota jahnii) is een schimmel uit de familie Strophariaceae. Hij leeft saprotroof of als zwakteparasiet, op stronken en wortels van de beuk (Fagus sylvatica) bij voorkeur in loofbossen op zware, kalkhoudende bodem. Hij komt altijd laag bij de grond voor op begraven hout, wortels. Hij groeit in groepen.

## Kenmerken

### Uiterlijke kenmerken
De hoed heeft een diameter van 25-50-(60) mm. De vorm is convex, daarna afgeplat convex en soms stomp umbonaat. Hij wordt gekenmerkt door een hoed versierd met donkerbruine tot zwartachtige, enigszins rechtopstaande schubben. Het hoedoppervlak is kleverig bij vochtige omstandigheden. 
De lamellen zijn bruin, geel of groen van kleur.
De steel heeft en lengte van 50 tot 70 (90) mm. De vorm is cilindrisch. De steel is aanvankelijk vol, hol door ouderdom, soms wat dunner aan de voet. De steel is geel tot okergeel boven het ringvormige gebied, onderaan bezet met roodbruine schubben op een gele tot okerkleurige ondergrond, geleidelijk donkerbruin en fibrillose naar de basis toe.

### Microscopische kenmerken
De sporen zijn elliptisch, meten 4,9-7 × 3,1-4,2 µm en hebben een kleine onopvallende kiempore.

## Verspreiding
De spitsschubbige bundelzwam komt voor in Europa . In Nederland komt de soort uiterst zeldzaam voor. Hij staat op de rode lijst in de categorie 'Ernstig bedreigd' .